# 赤坂町 (名古屋市)
赤坂町（あかさかちょう）は、愛知県名古屋市千種区にある地名。現行行政地名は赤坂町1丁目から赤坂町7丁目。住居表示未実施。

## 地理
名古屋市千種区北部に位置する。東は揚羽町・鍋屋上野町字汁谷、西は天満通、南は霞ケ丘・南ケ丘・月ケ丘、北は茶屋坂通に接する。
北から順に1丁目～7丁目がある。

## 歴史

### 地名の由来
赤土の坂の意と取るのが一般的であるが、一説によると小牧・長久手の戦いの際に軍勢が夜明けに通過した坂であることに由来するともいう。

### 沿革
- 1943年（昭和18年）2月20日[1] - 千種区鍋屋上野町の一部により同区赤坂町として成立する[3]。
- 1960年（昭和35年）6月15日[1] - 一部が霞ヶ丘に編入される[3]。
- 1964年（昭和39年）1月10日[1] - 住居表示の実施に伴い、一部が月ヶ丘・南ヶ丘に編入される[3]。

## 世帯数と人口
2019年（令和元年）12月1日現在の世帯数と人口は以下の通りである。
| 町丁   | 世帯数    | 人口    |
| ------ | --------- | ------- |
| 赤坂町 | 1,107世帯 | 2,371人 |

### 人口の変遷
国勢調査による人口の推移。
| 1995年（平成7年）  | 2475人 |  |  |
| 2000年（平成12年） | 2252人 |  |  |
| 2005年（平成17年） | 2207人 |  |  |
| 2010年（平成22年） | 2243人 |  |  |
| 2015年（平成27年） | 2222人 |  |  |

### 世帯数の変遷
国勢調査による世帯数の推移。
| 1995年（平成7年）  | 974世帯  |  |  |
| 2000年（平成12年） | 932世帯  |  |  |
| 2005年（平成17年） | 901世帯  |  |  |
| 2010年（平成22年） | 1018世帯 |  |  |
| 2015年（平成27年） | 1002世帯 |  |  |

## 学区
市立小・中学校に通う場合、学校等は以下の通りとなる。また、公立高等学校に通う場合の学区は以下の通りとなる。なお、小・中学校は学校選択制度を導入しておらず、番毎で各学校に指定されている。
| 丁目        | 小学校                                        | 中学校                                      | 高等学校 |
| ----------- | --------------------------------------------- | ------------------------------------------- | -------- |
| 赤坂町1丁目 | 名古屋市立富士見台小学校 名古屋市立上野小学校 | 名古屋市立千種台中学校 名古屋市立振甫中学校 | 尾張学区 |
| 赤坂町2丁目 | 名古屋市立上野小学校                          | 名古屋市立振甫中学校                        | 尾張学区 |
| 赤坂町3丁目 | 名古屋市立上野小学校                          | 名古屋市立振甫中学校                        | 尾張学区 |
| 赤坂町4丁目 | 名古屋市立上野小学校                          | 名古屋市立振甫中学校                        | 尾張学区 |
| 赤坂町5丁目 | 名古屋市立上野小学校                          | 名古屋市立振甫中学校                        | 尾張学区 |
| 赤坂町6丁目 | 名古屋市立上野小学校                          | 名古屋市立振甫中学校                        | 尾張学区 |
| 赤坂町7丁目 | 名古屋市立上野小学校                          | 名古屋市立振甫中学校                        | 尾張学区 |

## 施設
- 天満緑道（水の小径）

天満通との境に、1984年（昭和59年）開通した。昭和61年度手づくり郷土賞（ふれあいの水辺）受賞。

### 2丁目
- 弁天公園[2]

1944年（昭和19年）、弁天池跡に造成された公園。

### 4丁目
- 上野天満宮[2]
- 天満公園[2]

1959年（昭和34年）開園。

### 6丁目
- 赤坂公園[2]

かつて天池（赤坂池）と称する池があったが埋め立てられ、その一部に1937年（昭和12年）開園した。
- 錦竜大神[2]

### WEB
1. 1 2  “町・丁目(大字)別、年齢(10歳階級)別公簿人口(全市・区別)”.   名古屋市 (2019年1月23日). 2025年4月21日閲覧。
2. ↑  “郵便番号”.  日本郵便. 2019年1月6日閲覧。
3. ↑  “市外局番の一覧”.   総務省. 2019年1月6日閲覧。
4. ↑  “千種区の町名一覧”.   名古屋市 (2015年10月21日). 2019年1月12日閲覧。
5. 1 2  総務省統計局 (2014年3月28日). “平成7年国勢調査の調査結果(e-Stat) - 男女別人口及び世帯数 －町丁・字等” (CSV). 2021年7月20日閲覧。
6. 1 2  総務省統計局 (2014年5月30日). “平成12年国勢調査の調査結果(e-Stat) - 男女別人口及び世帯数 －町丁・字等” (CSV). 2021年7月20日閲覧。
7. 1 2  総務省統計局 (2014年6月27日). “平成17年国勢調査の調査結果(e-Stat) - 男女別人口及び世帯数 －町丁・字等” (CSV). 2021年7月21日閲覧。
8. 1 2  総務省統計局 (2012年1月20日). “平成22年国勢調査の調査結果(e-Stat) - 男女別人口及び世帯数 －町丁・字等” (CSV). 2021年7月21日閲覧。
9. 1 2  総務省統計局 (2017年1月27日). “平成27年国勢調査の調査結果(e-Stat) - 男女別人口及び世帯数 －町丁・字等” (CSV). 2021年7月21日閲覧。
10. ↑  “市立小・中学校の通学区域一覧”.   名古屋市 (2018年11月10日). 2019年1月14日閲覧。
11. ↑  “平成29年度以降の愛知県公立高等学校（全日制課程）入学者選抜における通学区域並びに群及びグループ分け案について”.   愛知県教育委員会 (2015年2月16日). 2019年1月14日閲覧。

### 書籍
1. 1 2 3 4  名古屋市計画局 1992, p. 729.
2. 1 2 3 4 5 6 7  「角川日本地名大辞典」編纂委員会 1989, p. 1463.
3. 1 2 3 4 5 6  名古屋市計画局 1992, p. 95.
4. 1 2  「角川日本地名大辞典」編纂委員会 1989, p. 74.